# Hector: Badge of Carnage
Hector: Badge of Carnage — эпизодическая графическая приключенческая игра, основанная на приключениях Гектора. Персонаж был создан Дином Бёрком, а игра разработана компанией Straandlooper и издана компанией Telltale Games в 2010 году.

## Синопсис

### Персонажи
- Гектор: Толстый осёл закона, инспектор с жестким носом и мягким животом, работает в отделе полиции по борьбе с криптами. Жестокий, пьяный, вульгарный, с нездоровым вкусом ко всему преступному, коррумпированному или задушенному в соусе карри. Его философия — «Все виноваты». Гектор изо всех сил пытается уничтожить чуму извращенных убийц, наводняющих влажные, потные уголки Клэпперс-Врик, столицы преступности Англии и города, который убрал всё «Великое» из Британии.
- Ламберт, стойкий помощник Гектора. Он дружелюбный, добрый и чрезмерно наивный.
- Микс, главный суперинтендант и начальник Гектора. Вопреки своему имени, он уверен в себе и авторитетен, но также обладает гибкой моралью.
- Джарвис, помощник Микс.

### Сюжет
Эпизод 1: Мы ведем переговоры с террористами
Гектор — толстый, грубый алкоголик-полицейский, которого вызывают на службу через день после того, как террорист захватил заложников в здании небольшого городка Мидлендс, Клэпперс-Врик, и продолжил убивать ряд участников переговоров с заложниками из снайперской винтовки. Освободившись из камеры содержания от похмелья и взяв дежурный автомобиль, он прибывает на место происшествия и вступает в переговоры с преступником. Террорист, по-видимому, потрясенный глубиной, в которую потонул Клэпперс-Врик, обвиняет полицию из-за мрачного состояния города и хочет, чтобы Гектор выполнял поручения, пытаясь отполировать окрестности. Эти поручения включают фиксацию городских часов, обеспечение пожертвований в местный фонд, а также закрытие магазина порнографии. Гектор неохотно соглашается, узнав, что после того, как средства для переговоров о заложниках были съедены, полиция больше не может финансировать выкуп.
Выполнив поручения, Гектор возвращается, чтобы найти террориста, радующегося его успеху в исправлении города — и продолжающего свой список требований, к большому огорчению полицейских. Затем Гектор пытается проникнуть в здание, взяв на себя работу по доставке еды для заложников. Войдя в здание, он не находит ничего, кроме ноутбука, подключенного к снайперской винтовке, которая быстро поворачивается и целится в него. Первый эпизод заканчивается клиффхенгером, поскольку полиция снаружи слышит только выстрел из здания.
Эпизод 2: Бессмысленные акты правосудия
Гектор, пережив выстрел из часового снайперского ружья, быстро обманывает винтовку и снимает ноутбук. Однако, выходя из комнаты, он сталкивается с большим количеством взрывчатых веществ, которые немедленно взрывают здание. Вооруженные силы снаружи кратко поминают его и быстро уходят. Ламберт, отказываясь сдаваться, вступает в контакт с Гектором, и они решают взорвать канализационную трубу здания, чтобы вытащить Гектора из-под обломков. Собрав множество вещественных доказательств, Гектор отправляется на поиски улик, во время которых он сжигает стриптиз-клуб, превращенный в церковь и усыпляет весь ресторан. В конце концов он находит почтовую квитанцию в доме предполагаемого террориста с инициалами Б. Н. и при вскрытии посылки, в которой находится партия значков Общества по сохранению «Крипперс-Уэйк», он, наконец, осознает личность террориста: Барнсли Нобл, основатель Общества по сохранению Крипперс-Уэйк, которому он должен был оказать финансовую помощь в предыдущем эпизоде. Когда Ламберт и Гектор прибывают в последнее известное местоположение Барнсли за пределами парка, они обнаруживают открытую крышку люка. После того, как они спускаются, они находят секретные планы Барнсли и звонят по телефону. Во время ответа на звонок Барнсли выбивает их обоих холодными оружием сзади.
Эпизод 3: Вне разумной гибели
Гектор и Ламберт просыпаются в большой ловушке для септиков, ставшей смертельной ловушкой, сделанной Барнсли. После побега они сталкиваются с лабораторией, где они наблюдают за обычным барсуком, носящим устройство, превращающее его в разоряющегося зверя, когда он слышит простой звонок из пяти нот. Сделав вывод, что Барнсли, вероятно, хочет нанести удар по городу с помощью биохимической атаки (используя химическое вещество под названием Арсенол, которое превращает существ в дикое состояние), они быстро чинят соседний комбайн чтобы вернуться в город. По прибытии на местную ярмарку «Клэпфест», а также приезду Ламберта на чудовищный конкурс чтобы получить доступ к сцене PA, им говорят, что новый звонок городских часов будет представлен в 10 часов: те же 5 нот Джингл (ЗНАК, который заставляет Гектора понять, что значки, которые носит весь город, это химические бомбы), которые вызвали безумие барсука. Гекторr проникает в башню с часами, где за углом находит Барнсли, который имеет переключатель мертвеца на детонаторе, и он показывает, что это он заставил Гектора взорвать местный порно магазин (в эпизоде 1), чтобы иметь возможность использовать большой вибратор, который он использует, чтобы усилить звук звонка. Отвлекая Барнсли, Гектор подбрасывает взрывчатку, извлеченную из черепа часового мастера, чтобы взорвать башенную башню до того, как будет сыграна последняя нота. Барнсли, однако, обнаруживает огромный надувной замок, заполненный арсенолом, который Гектор в итоге наполняет гелием и освобождает, чтобы держать его подальше от города. Когда Барнсли сбегает на летающем замке и берет Ламберта в заложники, Гектор берет гигантский вибратор и сбивает замок, используя гигантскую пару трусов. Арсенол в замке превращает Ламберта в гигантского бушующего монстра, в то время как Барнсли проглатывает противоядие, которое Гектор восстанавливает после того, как заставляет Барнсли извергнуть его. Затем Гектор превращает Ламберта в его нормальное «я» и выпускает Барнсли из карусели, после чего его пожирает психо-барсук, с которым Гектор сталкивался ранее.

## Разработка
Первый эпизод был первоначально разработан Дином Бёрком и Кевином Беймерсом для устройств Apple iPhone и iPod Touch в студии Straandlooper Animation в Северной Ирландии. Все голоса в игре предоставлены продюсером Ричардом Морсом.
В феврале 2011 года было объявлено, что трилогия будет опубликована Telltale Games и выпущена для нескольких платформ. Первый эпизод был преобразован на инструменте Telltale собственной командой разработчиков Telltale, и выпущен для ПК и Mac 27 апреля 2011 г. Релиз на iPad состоялся 12 мая 2011 г. Оставшиеся два эпизода были выпущены осенью.

## Отзывы
| Игра                                    | GameRankings |
| --------------------------------------- | ------------ |
| Episode 1: We Negotiate With Terrorists | 77,75 %      |
| Episode 2: Senseless Acts of Justice    | 74,06 %      |
| Episode 3: Beyond Reasonable Doom       | 73,67 %      |

Реакция на первый эпизод игры была чрезвычайно положительной. Игра неизменно является одной из самых продаваемых приключенческих игр в App Store и имеет средний рейтинг покупателей 4,5 звезды с более 500 обзорами на сегодняшний день. Отзывы от игровых сайтов также были очень положительными. AppSafari дал игре 5 из 5 в своем обзоре, комментируя, что «Гектор — безрассудно неопознанный антигерой одной из лучших приключенческих игр в магазине App Store». Андрей Подольский из SlideToPlay похвалил ролики и диалоги. AdventureGamers.com резюмировал свой обзор: «Стильное искусство и анимация; веселые головоломки; отличные качества во всем; игра искренне забавна». AppModo также оценил квест как игру, которую «физически нельзя пропустить пользователям iPod и iPhone. Это головоломка — одна из самых забавных игр в App Store».